# Campeonato Europeo de Atletismo en Pista Cubierta de 1980
El XI Campeonato Europeo de Atletismo en Pista Cubierta se celebró en Sindelfingen (RFA) entre el 1 y el 2 de marzo de 1980 bajo la organización de la Asociación Europea de Atletismo (AEA) y la Federación Alemana de Atletismo.
Las competiciones se llevaron a cabo en el Glaspalast de la ciudad alemana. Participaron 236 atletas de 25 federaciones nacionales afiliadas a la AEA.

## Resultados

### Masculino
| Evento                    | Oro                               | Plata                              | Bronce                              |
| ------------------------- | --------------------------------- | ---------------------------------- | ----------------------------------- |
| 60 m (01.03)              | Marian Woronin · Polonia · 6,62 s | Christian Haas RFA 6,62 s          | Alexandr Axinin URSS 6,63 s         |
| 400 m (02.03)             | Nikolai Chernetski URSS 46,29     | Karel Kolář Checoslovaquia 46,55   | Remigijus Valiulis URSS 46,75       |
| 800 m (02.03)             | Roger Milhau Francia 1:50,2       | Andras Paróczai · Hungría · 1:50,3 | Herbert Wursthorn RFA 1:50,4        |
| 1500 m (02.03)            | Thomas Wessinghage RFA 3:37,5     | Rái Flynn Irlanda 3:38,5           | Pierre Délèze · Suiza · 3:38,9      |
| 3000 m (02.03)            | Karl Fleschen RFA 7:57,5          | Klaas Lok · Países Bajos · 7:57,9  | Hans-Jürgen Orthmann RFA 7:59,9     |
| 60 m vallas (02.03)       | Yuri Chervaniov URSS 7,54         | Romuald Giegiel · Polonia · 7,73   | Javier Moracho · España · 7,75      |
| Salto de altura (02.03)   | Dietmar Mögenburg RFA 2,31 m      | Jacek Wszoła · Polonia · 2,29 m    | Adrian Proteasa · Rumania · 2,29 m  |
| Salto con pértiga (01.03) | Konstantin Volkov URSS 5,60       | Vladimir Poliakov URSS 5,60        | Patrick Abada Francia 5,55          |
| Salto de longitud (02.03) | Winfried Klepsch RFA 7,98         | Nenad Stekić Yugoslavia 7,91       | Stanisław Jaskułka · Polonia · 7,85 |
| Triple salto (01.03)      | Béla Bakosi · Hungría · 16,86     | Jaak Uudmäe URSS 16,51             | Guennadi Kovtunov URSS 16,45        |
| Peso (02.03)              | Zlatan Saračević Yugoslavia 20,43 | Jaromír Vlk Checoslovaquia 20,19   | Ivan Ivančić Yugoslavia 19,48       |

1. ↑  Descalificación por dopaje del medallista de oro, el belga Ronald Desruelles.

### Femenino
| Evento                    | Oro                                     | Plata                                    | Bronce                                      |
| ------------------------- | --------------------------------------- | ---------------------------------------- | ------------------------------------------- |
| 60 m (02.03)              | Sofka Popova Bulgaria 7,11 s            | Linda Haglund · Suecia · 7,14 s          | Liudmila Kondratieva Unión Soviética 7,31 s |
| 400 m (02.03)             | Elke Decker Alemania Occidental 52,28   | Karoline Käfer · Austria · 52,70         | Tatiana Goishchik Unión Soviética 52,71     |
| 800 m (02.03)             | Jolanta Januchta · Polonia · 2:00,6     | Anne-Marie Van Nuffel · Bélgica · 2:00,9 | Liz Barnes Reino Unido 2:01,5               |
| 1500 m (02.03)            | Tamara Koba Unión Soviética 4:12,5      | Anna Bukis · Polonia · 4:13,1            | Mary Purcell Irlanda 4:14,2                 |
| 60 m vallas (01.03)       | Zofia Bielczyk · Polonia · 7,77         | Grażyna Rabsztyn · Polonia · 7,89        | Natalia Lebedeva Unión Soviética 8,04       |
| Salto de altura (01.03)   | Sara Simeoni · Italia · 1,95 m          | Andrea Mátay · Hungría · 1,93 m          | Urszula Kielan · Polonia · 1,93 m           |
| Salto de longitud (02.03) | Anna Włodarczyk · Polonia · 6,74        | Anke Weigt Alemania Occidental 6,68      | Sabine Everts Alemania Occidental 6,54      |
| Peso (01.03)              | Helena Fibingerová Checoslovaquia 19,92 | Eva Wilms Alemania Occidental 19,66      | Beatrix Philipp Alemania Occidental 17,59   |

## Medallero
| Núm. | País           | Oro | Plata | Bronce | Total |
| ---- | -------------- | --- | ----- | ------ | ----- |
| 1    | RFA            | 5   | 3     | 4      | 12    |
| 2    | Polonia        | 4   | 4     | 2      | 10    |
| 3    | URSS           | 4   | 2     | 6      | 12    |
| 4    | Checoslovaquia | 1   | 2     | 0      | 3     |
| 4    | Hungría        | 1   | 2     | 0      | 3     |
| 6    | Yugoslavia     | 1   | 1     | 1      | 3     |
| 7    | Francia        | 1   | 0     | 1      | 2     |
| 8    | Bulgaria       | 1   | 0     | 0      | 1     |
| 8    | Italia         | 1   | 0     | 0      | 1     |
| 10   | Irlanda        | 0   | 1     | 1      | 2     |
| 11   | Austria        | 0   | 1     | 0      | 1     |
| 11   | Bélgica        | 0   | 1     | 0      | 1     |
| 11   | Países Bajos   | 0   | 1     | 0      | 1     |
| 11   | Suecia         | 0   | 1     | 0      | 1     |
| 15   | España         | 0   | 0     | 1      | 1     |
| 15   | Reino Unido    | 0   | 0     | 1      | 1     |
| 15   | Rumania        | 0   | 0     | 1      | 1     |
| 15   | Suiza          | 0   | 0     | 1      | 1     |
|      | TOTAL          | 19  | 19    | 19     | 57    |